# San Pedro de los Milagros
San Pedro de los Milagros es un municipio de Colombia, localizado en la subregión Norte del departamento de Antioquia. Limita por el norte con los municipios de Belmira y Entrerríos, por el este con el municipio de Donmatías, por el sur con los municipios de Girardota, Copacabana y Bello y por el oeste con el municipio de San Jerónimo.  
Es un municipio con marcada tendencia agropecuaria, no obstante también es importante por su productividad en bienes y servicios y su creciente actividad turística, principalmente religiosa. Su amplia difusión cultural es reconocida a nivel departamental. 

## Toponimia
Bautizado así como está por los primeros fundadores, de origen minero, en honor al príncipe de los apóstoles, Pedro, siguiendo las leyes dadas por Felipe II, Rey de España, que prescribían que toda la fundación de poblado que se hiciese en las Indias Occidentales, debía llevar en vez de un nombre vulgar, uno que recordara la fe católica.
A través de la historia el territorio y luego el municipio han sido identificados así: Guamurú, San Pedro de Guamurú, San Pedro de Ovejas, San Pedro de Antioquia, San Pedro y, finalmente, San Pedro de Los Milagros.

## División Político-Administrativa
Además de su Cabecera municipal. San Pedro de los Milagros tiene bajo su jurisdicción el siguiente corregimiento (de acuerdo a la Gerencia departamental):
| Corregimiento   | Centros Poblados | Veredas                                                  |
| Llano de Ovejas | - Ovejas         | La Clarita, La Cuchilla, La Empalizada, Llano De Ovejas. |

## Historia
A mediados de agosto de 1541, el mariscal Jorge Robledo se encontraba, junto con su ejército de soldados españoles en el sitio llamado "Guaca", que hoy se conoce como el municipio de Heliconia. Desde allí envió una expedición al oriente, la que descubrió el Valle de Aburrá y otra que tomó rumbo al norte, dirigida por el capitán Juan Vallejo y compuesta por pocas personas. Esta expedición traspasó la cordillera que divide el Valle de Aburrá y la vertiente del río Cauca, siguió el curso de éste al norte hasta llegar al Llano de Ovejas, avanzó por el Valle de Guamurú (lo que hoy es San Pedro) y Entrerríos y casi consiguió pisar el Valle de Los Osos, valiéndose de un árbol caído sobre el río Grande que sirvió de puente a la tropa. La ferocidad de estos animales y de los habitantes de la región, obligó a la pequeña tropa a interrumpir la expedición, no sin antes comprobar de paso la enorme riqueza aurífera de toda la comarca recorrida. Este hecho generó años más tarde que varios colonos y aventureros regresaran por los mismos parajes y asentarse en ellos y desde entonces se pusieron por completo al trabajo de las minas de Oro en las distintas fuentes que se encuentran el extenso territorio que se extiende desde Ovejas hasta Santa Rosa de Osos.
Es necesario anotar que los grupos indígenas que habitaban la región, visitada por el Capitán Vallejo y sus soldados, pertenecían a la tribu de los Nutabes, descendientes de los Caribes, feroces, diestros en el tejido del algodón y en la orfebrería, pero en número escaso, por lo cual abandonaron las tierras y se marcharon con rumbo a la Costa. Su mayor concentración se encontraba en las vertientes de río Grande, con pequeños núcleos discriminados por San Pedro y Santa Rosa.
San Pedro comenzó a figurar como caserío en 1624, por cuanto era ya de alguna consideración el número de colonos y negros que trabajaban en las minas con mucho éxito. Los terrenos que ocupa el caserío fueron propiedad de Andrés Pérez, Francisco de Angulo y Esteban Guerra. Con el transcurso de los primeros años del siglo XVIII, colonizadores fueron a integrarse a las pequeñas comunidades que trabajaban en Riochico, Riogrande, San Juan, San Pedro, Ovejas, Petacas (hoy Belmira), San Jacinto (hoy Santa Rosa), como también en el sitio que hoy es la población de Entrerríos.
Fue fundado como poblado, oficialmente, el 6 de noviembre de 1659 por el entonces obispo de Popayán Vasco Jacinto López de Contreras y Valverde (Vasco de Contreras y Valverde), sacerdote e historiador peruano nacido en el  Cuzco en 1605 y muerto en Lima en 1667.

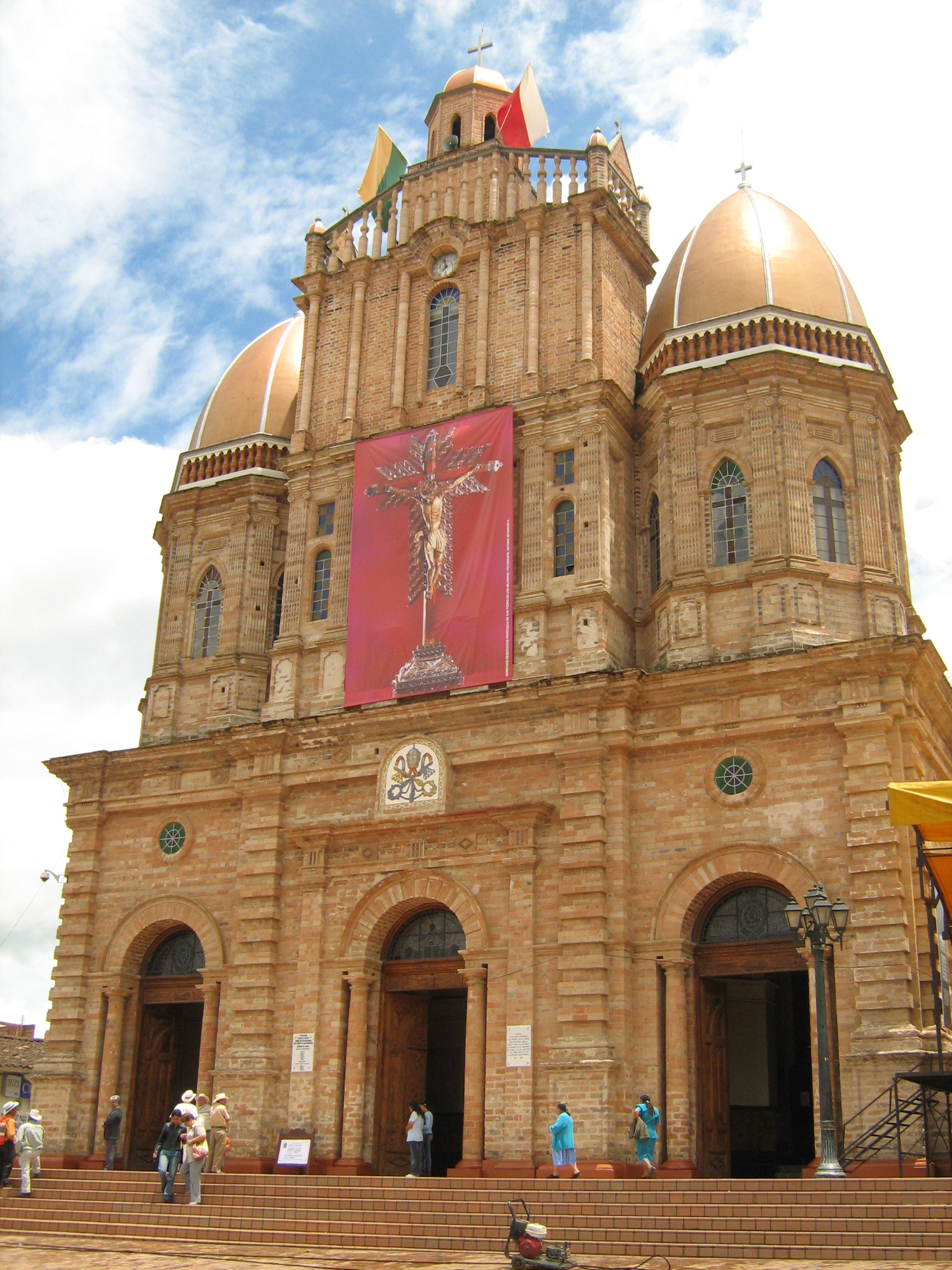
Basílica del Señor de los Milagros.

En la tercera década del siglo XVIII, el caserío de San Pedro recibió el título de viceparroquia, dependiente de Copacabana, lo que indica que el número de habitantes era apreciable y su organización en el campo espiritual se hacía necesaria. El 31 de diciembre de 1757 fue erigido en Partido por el entonces gobernador de la Provincia de Antioquia José Barón de Chaves y se nombró como primer alcalde pedáneo a José Luis de Rojo (Según varios historiadores, entre ellos el presbítero José Martín Múnera Tobón). Al año siguiente, un 16 de enero de 1758, se crea la Parroquia de San Pedro, puesta bajo el patrocinio de San Pedro Apóstol, y como primer cura se nombró al bachiller Lázaro Mariaca.
En 1774 aproximadamente, llega a San Pedro un crucifijo que recibió el nombre del Señor de los Milagros, el cual es considerado milagroso. Para el trabajo de las minas, exigían las leyes de Indias que sus dueños debían tener capilla y contar con curas doctrineros. Poco a poco se fueron erigiendo en este territorio varias capillas, como la de Ovejas, la de Ríochico, Petacas (Belmira), La Miel perteneciente a la Compañía de Jesús, San Jacinto y la de los minerales de San Juan, levantada, por licencia del Visitador General de la Provincia, Antonio de la Posada el 16 de noviembre de 1775.
Según varios historiadores, y entre ellos el presbítero José Martín Múnera Tobón, el verdadero fundador de San Pedro fue el oidor Juan Antonio Mon y Velarde, Visitador nombrado para la provincia de Antioquia por el Arzobispo Virrey Antonio Caballero y Góngora. En efecto, cuando estuvo de visita en San Pedro de Guamurú en 1786 ya con carácter de "partido", encontró solo 3 casas contiguas a la iglesia y las demás diseminas en rancheríos, por lo cual, se mandó informar al Virrey que todos los fieles levantaran las casas contiguas a la iglesia que se estaba edificando en tapia y teja y en esta forma, en pocos años se estableció la población. En visita que realizó el obispo de Popayán Ángel Velarde y Bustamante, el 17 de febrero de 1792 a la “aldehuela” de San Pedro, declara como única y principal patrona a Nuestra Señora de Regla. 
En 1808 se aumentó el número de casas a 75, todas pajizas a excepción de la Iglesia y tres casas de tapia y teja. En 1813 bajo las gobernaciones de José Miguel de Restrepo y del Dictador de Antioquia Juan del Corral, es erigido en municipio con 2000 habitantes. La colaboración Sanpedreña en el período de la independencia en hombres fue muy poco, pero ayudó mucho con sus riquezas; pues su oro dio recursos al General Francisco de Paula Santander para que edificara las bases jurídicas de la nación y para que el libertador Simón Bolívar conquistara las cumbres Ayacucho y Pichincha.
Para el año de 1874, el Cura Párroco Fermín de Hoyos y su coadjutor, el Pbro. Mariano de Jesús Euse Hoyos (sobrino del párroco titular y actualmente beato), que realizaba funciones ministeriales como cura excusador, comienzan la construcción de un nuevo templo en el mismo lugar donde se hallaba la Iglesia Parroquial. Continuaron la construcción de esta obra los presbíteros: José María Velilla, Miguel María Giraldo, Luis María Palacio, Pedro Rafael Baena, Manuel Antonio López de Mesa (Obispo de Antioquia poco años después) y Laureano López de Mesa, quien estuvo al frente de la Parroquia por 17 años (1887 - 1904). Finalmente la construcción del templo es terminada en 1895, veinte años después de su comienzo.
En 1937, es nombrado como párroco al pbro. sampedreño Antonio María Peña Tobón, quien emprende una total remodelación y decoración del templo. Obra que la continuaron los presbíteros Tulio Álvarez y Roberto Arroyave Vélez y decididamente la concluyó monseñor Luis Carlos Jaramillo Arango, párroco por 24 años. En realidad este Santuario es una verdadera joya, que refleja en su decoración, la gran cantidad de oro que tuvo este distrito en épocas de la Conquista, la Colonia y la Independencia. Dada la majestuosidad que alcanzó el templo y el constante peregrinar de los devotos fieles del Señor de los Milagros y, después de la iniciativa del padre Jaramillo y de la petición oficial realizada por monseñor Joaquín García Ordóñez, Obispo de Santa Rosa de Osos; lograron que el 17 de marzo de 1981, el papa Juan Pablo II, le concediera al templo el título litúrgico de Basílica Menor.

## Demografía
Población Total:25,573 hab. (2024)
- Población Urbana: 18,418
- Población Rural:    7.155

Alfabetismo: 94.3% (2019)
- Zona urbana: 96.5%
- Zona rural: 91.8%

### Etnografía
Según las cifras presentadas por el DANE del censo 2005, la composición etnográfica del municipio es: 
- Mestizos & blancos (99,7%)
- Afrocolombianos (0,3%)

## Economía

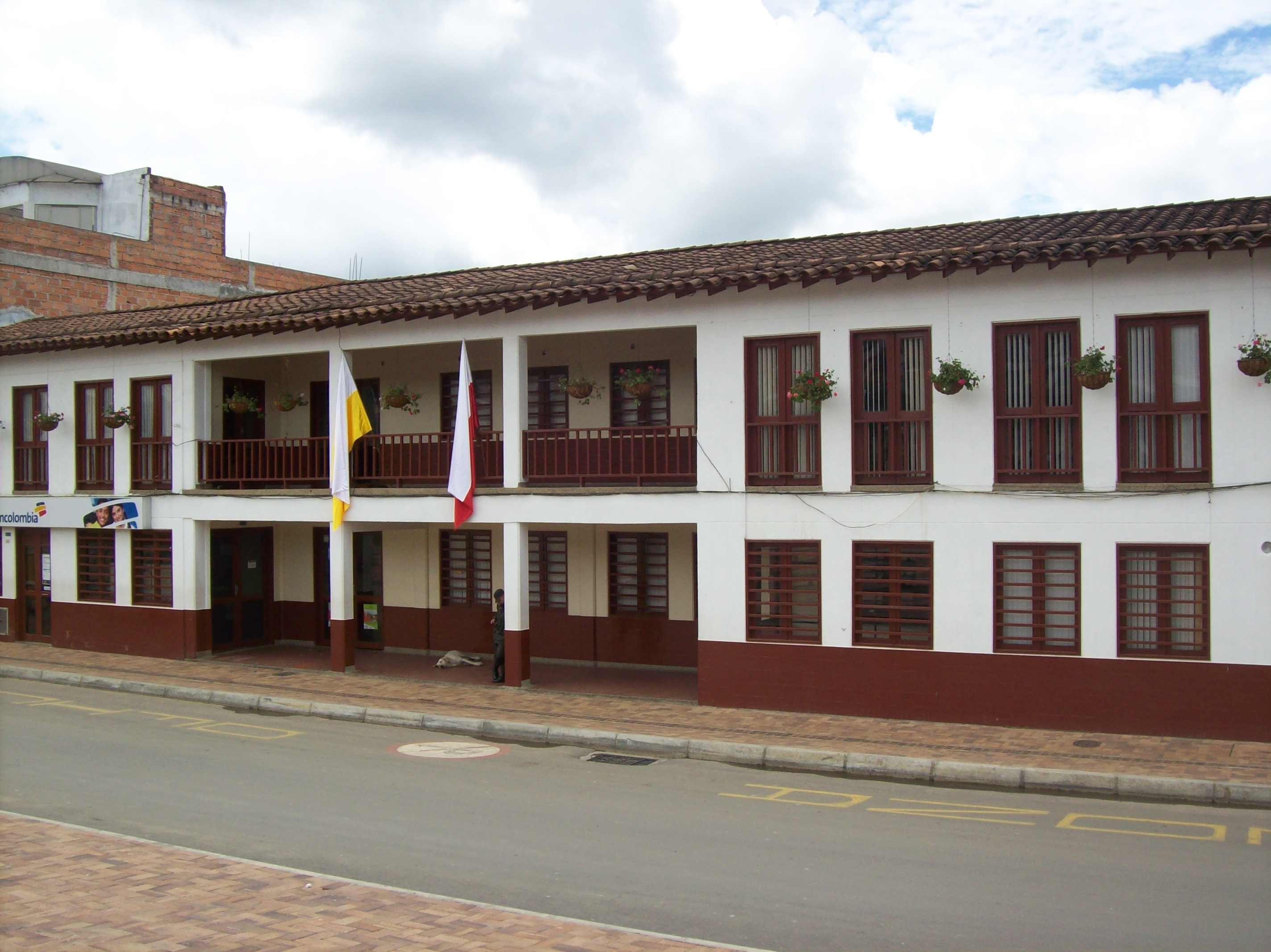
Alcaldía de San Pedro de los Milagros.

- Alcaldía de San Pedro de los Milagros.Agricultura: papa, tomate de árbol, leche
- Industria: empresas lácteas
- Ganadería: Vacuna Lechera y Porcina

## Fiestas de interés
- Fiesta del Señor de los Milagros, en mayo
- Fiesta de la leche y sus derivados en julio. (Sin fecha exacta)
- Semana Santa, sin fecha fija (para marzo o abril según lo determine la Iglesia católica).
- Concurso Nacional del Bambuco el primer "puente festivo" de noviembre, en el Parque Central de Bolívar. Pueden participar artistas en la modalidades de solistas, duetos, conjuntos y parejas o grupos de baile con interpretaciones tradicionales o inéditas.

## Gastronomía
- Quesito antioqueño, cuajada con melao, fresas con crema y en general todos los derivados de la leche
- Quesadilla paisa (a diferencia de las mexicanas estas no se preparan con tortilla, sólo bocadillo de guayaba (ate) envuelto en queso)
- Cocina tradicional paisa.

## Patrimonio histórico artístico y destinos ecológicos

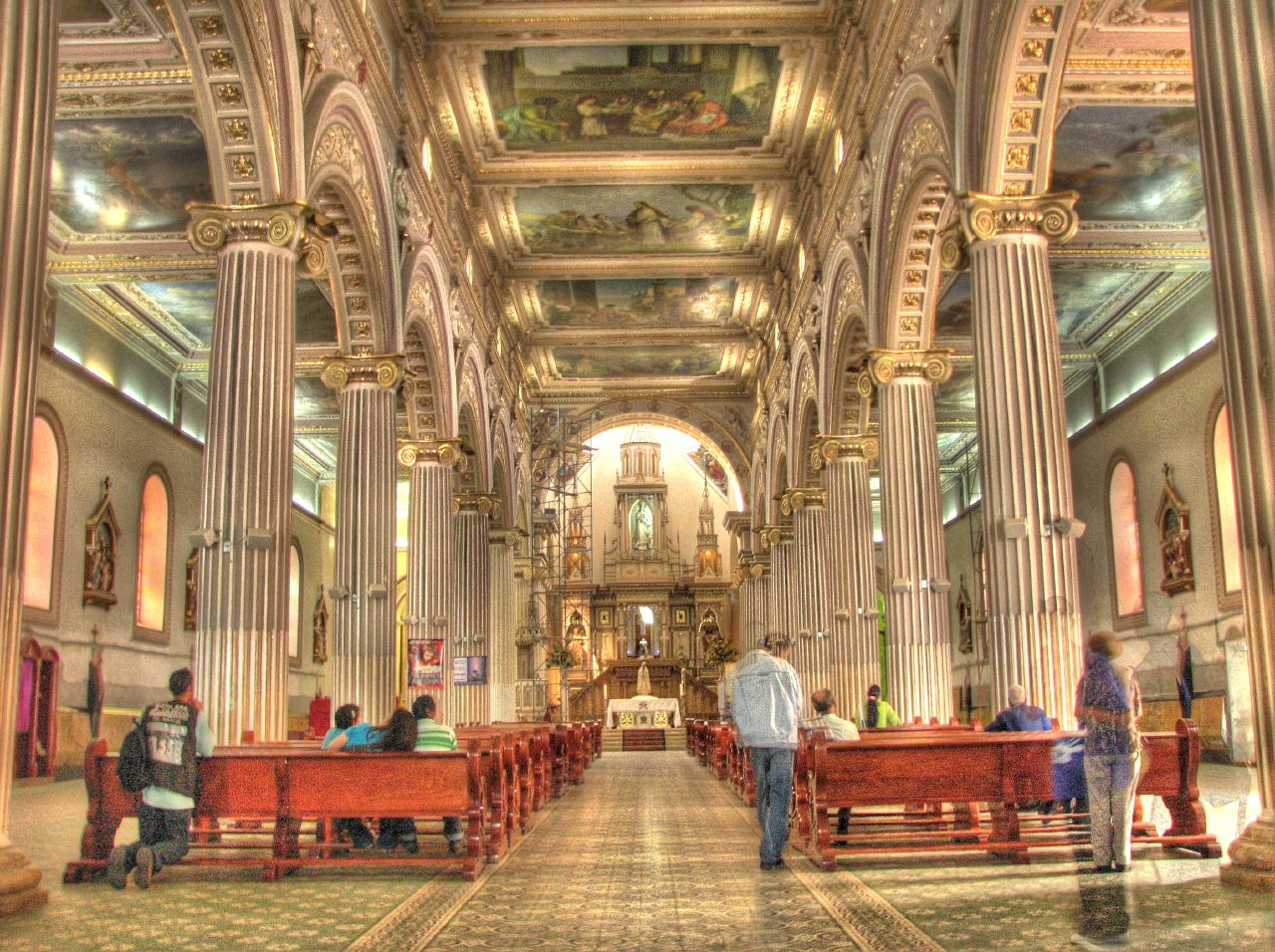
Interior de la Basílica del Señor de los Milagros.

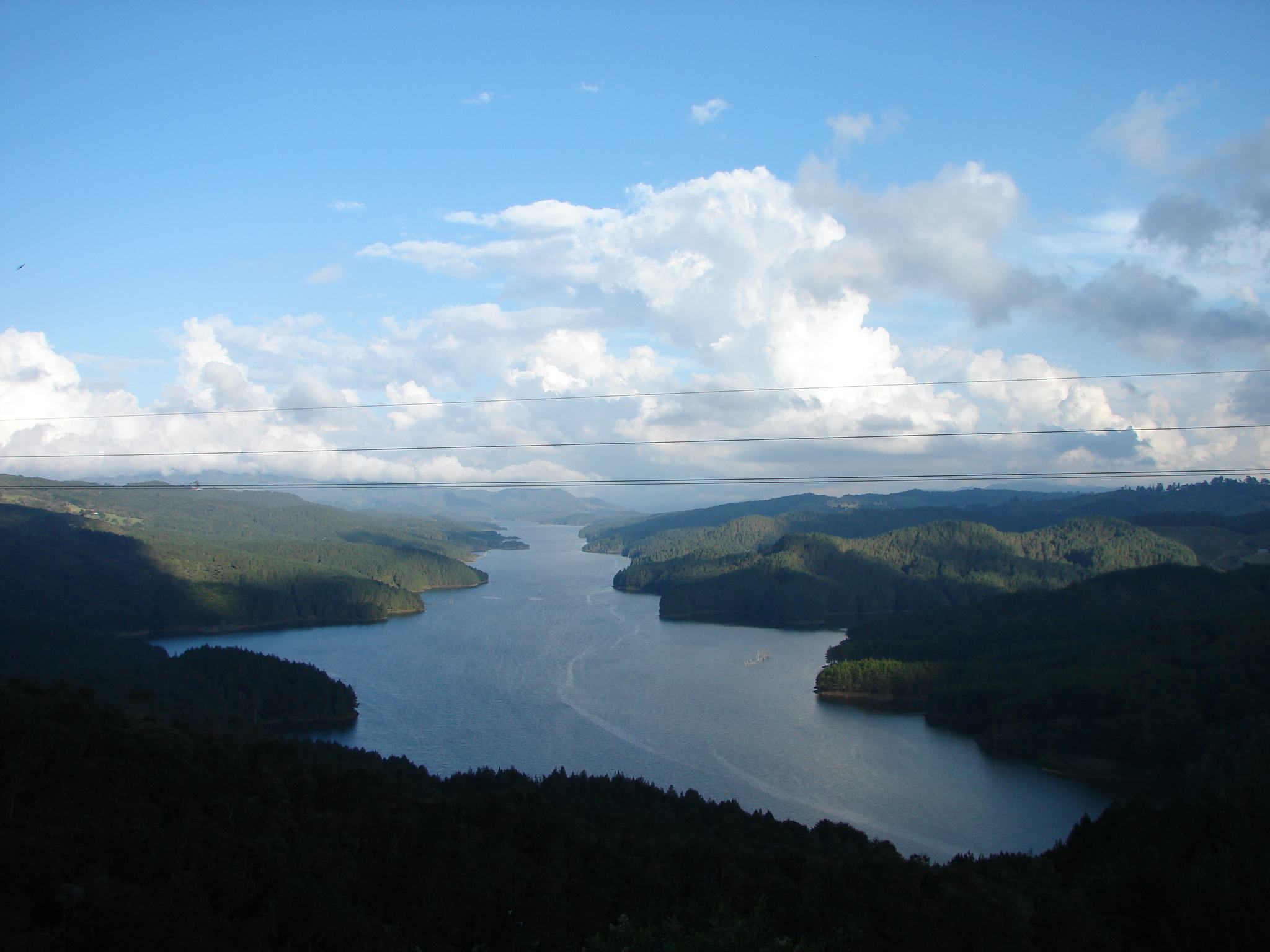
Embalse Riogrande II, entre San Pedro y Entrerríos.

- Basílica del Señor de los Milagros, construida entre 1874 y 1895, es uno de los principales santuarios de peregrinaje de Antioquia, pues en su interior se encuentra la imagen del Señor de los Milagros, la cual es considerada milagrosa y los peregrinos viajan allí a cumplir con sus promesas. Además, el templo está decorado con oro y plata;  cuenta con obras artísticas, como los 25 cuadros de gran tamaño ubicados en los techos del templo; también está una la réplica de La Pietá, de Miguel Ángel, que según los curadores de arte, es una de las mejores réplicas que existen de esta obra en Colombia. En 1981 el Papa Juan Pablo II le otorgó el título de Basílica Menor.

- Parque El Calvario. Lugar de recogimiento, oración, descanso y sano esparcimiento de las familias del municipio. Fue inaugurado por la Comunidad Eudista y sus imágenes fueron traídas de Francia por el sacerdote Pedro la Croix. Posee una amplia zona verde y es sitio de jornadas de oración. Desde su cima se puede disfrutar de la panorámica del municipio.
- Película “La Mortuoria”, es la primera película de terror creada en el departamento de Antioquia, basada en relatos de la zona y en el libro “La Mortuoria”, contó con la participación de más de 60 personas nativas del municipio, escrita y dirigida por Fabián Cardona Munera, Cámaras y VFX Alejandro Molina Puerta.

Destinos Ecológicos:
- Llanos de Ovejas. Lugar con un hermoso paisaje, donde se pueden observar los distintivos diferentes contrastes de verdes y azules de la región, y los hatos lecheros que caracterizan la zona; estos llanos son aprovechados para el ecoturismo

- Alto de Montefrío. Reserva de flora y fauna a 3000 metros sobre el nivel del mar (m.s.n.m). Hace parte del sistema del páramo de Santa Inés y desde su cima se pueden divisar el río Cauca, paisajes del Occidente antioqueño y algunas veredas del municipio.

- Proyecto lechero La Manuela: lugar ecológico, para compartir en familia; en él se encuentra el proyecto de ganado estabulado, tiene zoológico, lagos de pesca, cabalgatas, ubicado a 2.5 km de la cabecera municipal, en la vereda de Catacorte.

## Medios de comunicación
En el municipio de San Pedro dispone de los principales servicios de telecomunicaciones, desde teléfonos públicos, pasando por redes de telefonía móvil, redes inalámbricas de banda ancha, centros de navegación o cibercafés, etc. La principal empresa en este sector es EDATEL filial de EPM Telecomunicaciones, por lo cual utiliza la marca "UNE".
Hay tres operadores de telefonía móvil todos con cobertura nacional y con tecnología GSM, Comcel (de América Móvil), Movistar (de Telefónica), y Tigo (de la ETB, EPM Telecomunicaciones y Millicom International de Luxemburgo). La empresa Avantel, también funciona en el municipio ofreciendo el servicio de trunking, el cual se hace por medio de un dispositivo híbrido entre celular y radio.
El municipio dispone de varios canales de televisión de señal abierta terrestre; el canal regional Teleantioquia con cobertura en Antioquia, y los cinco canales nacionales: los dos privados Caracol y RCN, y los tres públicos Canal Uno, Señal Institucional y Señal Colombia. 
El municipio cuenta desde hace 19 años con la emisora comunitaria "La Voz de San Pedro" en los 88.4 FM, de cobertura regional, las demás son comerciales y manejadas por Caracol Radio o RCN Radio, hay otras emisoras independientes de Todelar y Super. Igualmente, en un inicio la primera emisora que operó fue Radio Amistad una emisora que tuvo gran acogida durante toda su operación, esta cerró debido a la negación de su licencia por parte del ministerio de comunicaciones.
En San Pedro y Antioquia circula el importante diario El Colombiano con una larga trayectoria en el ámbito local y regional. También circulan los periódicos El Tiempo y El Espectador ambos de tiraje nacional. El periódico local se llama Instantáneas y tiene un tiraje mensual de 1000 ejemplares que se distribuyen gratuitamente y tiene su reproducción digital en la página web de la emisora www.lavozdesanpedro.com.

## Instituciones Educativas
- Institución Educativa Pio XII
- Institución Educativa Normal Superior Señor de los Milagros
- Institución Educativa Padre Roberto Arroyave Vélez
- Institución Educativa Rural El Tambo
- Institución Educativa Rural Ovejas

## Hijos ilustres
- Rosalía de Hoyos, (madre del beato Mariano de Jesús Euse Hoyos)
- Rosalía Suárez, lavandera, galletera (madre del presidente de la República Marco Fidel Suárez)
- Fidel Cano Gutiérrez, periodista, político, ministro de hacienda, escritor y poeta (fundador del diario El Espectador)
- Presbítero: José Martín Múnera Tobón, historiador, escritor, poeta.
- Alejandro Múnera Tobón, escritor, poeta (autor del poema "Ruego" musicalizado como pasillo por Carlos Vieco Ortiz)
- Adela Gutiérrez Tamayo, dibujante, Pintora, muralista y divulgadora de arte,
- Julio Gómez, Músico, guitarrista, cantante (Dúo Gómez y Villegas)
- Rosa Antonia Mejía Múnera, Músico, bandolista (bandurria), docente musical (Toñita Mejía y su Estudiantina)
- Luis Eduardo Echavarría, Músico, cantante (autor de "El hijo sin consuelo")
- William Vélez Sierra, Ingeniero, empresario, industrial (conocido como "El zar de las basuras")
- Juan Múnera Ochoa, Pintor, escultor.
- Monseñor Óscar Augusto Múnera Ochoa (Vicario apostólico de Tierradentro, Cauca)
- Monseñor Darío Múnera Vélez, rector Universidad Pontificia Bolivariana (UPB)
- Conrado González Mejía, pedagogo, educador, políglota, traductor, editorialista.
- Óscar Arboleda Palacio, Abogado, congresista de la república.
- María Noemy Ríos Múnera, comunicadora social, periodista, locutora, presentadora de radio y televisión.
- Alberto de Jesús Avendaño Tamayo, músico, compositor, multinstrumentista, lutier, docente musical, formador de directores de banda.
- Eduardo Montoya Pérez, Activista LGBTIQ+, comunicador social, periodista, maestro de ceremonias, presentador de radio y televisión.